# Grammy Latino de 2009
A 10ª Entrega Anual do Grammy Latino ocorreu em 5 de novembro de 2009 no Mandalay Bay Events Center em Las Vegas, NV. Foi ao ar na Univision. Esta foi a segunda vez que o show aconteceu em Las Vegas. Juan Gabriel foi homenageado como Personalidade do Ano da Academia Latina da Gravação em 4 de novembro, um dia antes da transmissão. Calle 13 foi o grande vencedor, vencedor de cinco prêmios, incluindo Álbum do Ano. 2009 marcou o décimo aniversário do Grammy Latino.

## Vencedores e indicados

### Prêmio póstumo pelo conjunto de sua obra e legado artístico para a música
- Rocío Dúrcal

#### Registro do ano
- "Aquí Estoy Yo" — Luis Fonsi featuring Aleks Syntek, Noel Schajris y David Bisbal
  - Luis Fonsi & Sebastian Krys, productores; Sebastian Krys, Lee Levin, Luis Alfonso Rodríguez, Andrés Saavedra, Orlando Vitto y Dan Warner, ingenieros/mezcladores
- "Arlequim desconhecido" — Ivan Lins & The Metropole Orchestra
  - ivan Lins & Vince Mendoza, productores; Rich Breen y Paul Pouwer, ingenieros/mezcladores
- "No hay nadie como tú" — Calle 13 featuring  Café Tacvba
  - Eduardo Cabra & René Pérez, productores; Rafael Arcaute, Ivan Gutiérrez, Edgardo Matta y Omar Vivoni, ingenieros/mezcladores
- "Si no vas a cocinar" — José Lugo Orchestra featuring Gilberto Santa Rosa
  - José Lugo, productor; Rolando Alejandro, Jon Fausty y Ronnie Torres, ingenieros/mezcladores
- "En cambio no" — Laura Pausini
  - Paolo Carta & Laura Pausini, productores; Paolo Carta y Steve Lyon, ingenieros/mezcladores

#### Álbum do ano
- Los de Atrás Vienen Conmigo — Calle 13
  - Rafael Arcaute, Eduardo Cabra, Ivan Gutiérrez, Edgardo Matta y René Pérez, productores; Rafael Arcaute, Rodrigo Barría, Cesar Dellano, Ivan Gutiérrez, Guillermo Mandrafina, Ramón Martínez, Edgardo Matta, Carlos Velasquez y Omar Vivoni, ingenieros/mezcladores; James Cruz, ingeniero de masterización
- Día Tras Día — Andrés Cepeda
  - Fredy Camelo Salamanca y Andrés Cepeda, productores; Toño Castillo, Eduardo De Narváez, Keith L. Morrison y Javier Soto, ingenieros/mezcladores; Mike Fuller, ingeniero de masterización
- Ciclos — Luis Enrique
  - Bob Benozzo y Sergio George, productores; Carlos Álvarez, Juan Mario "Mayito" Aracil, Bob Benozzo, Simone Chivilo, Roberto "ii Mac" Maccagno y Andrea Valfre, ingenieros/mezcladores; Tom Coyne, ingeniero de masterización
- Regência: Vince Mendoza — Ivan Lins y The Metropole Orchestra
  - Ivan Lins y Vince Mendoza, productores; Rich Breen y Paul Pouwer, ingenieros/mezcladores; Rich Breen, ingeniero de masterización
- Cantora 1 — Mercedes Sosa
  - Popi Spatocco, productor; Gustavo Celis, Matías Cella, Jorge "Portugués" Da Silva, Aníbal Kerpel, Sebastián Merlín, Alejandro Saro y Bruno Stehling, ingenieros/mezcladores; Ariel Lavignia, ingeniero de masterización

#### Canção do ano
- "Aquí estoy yo" — Luis Fonsi con Aleks Syntek, Noel Schajris y David Bisbal
  - Claudia Brant, Luis Fonsi y Gen Reuben, compositores
- "Día Tras Día" — Andrés Cepeda
  - Yoel Henríquez y Jorge Luis Piloto, compositores
- "Me Fui" — Bebe
  - Bebe y Carlos Jean, compositores
- "Verte Sonreír" — Alejandro Lerner
  - Alejandro Lerner, compositor
- "Yo No Sé Mañana" —  Luis Enrique
  - Jorge Luis Piloto y Jorge Villamizar, compositores

#### Melhor Novo Artista
- Alexander Acha
- Chocquibtown
- Claudio Corsi
- India Martínez
- Luz Rios

### Pop

#### Melhor Álbum Vocal Pop Feminino
- Día Azul — Jimena Ángel
- Hu Hu Hu — Natalia Lafourcade
- Amaia Montero — Amaia Montero
- Primavera anticipada — Laura Pausini
- Aire — Luz Rios

#### Melhor Álbum Vocal Pop Masculino
- Día Tras Día — Andrés Cepeda
- Te Acuerdas... — Francisco Céspedes
- Malditas Canciones — Coti
- No sé si es Baires o Madrid — Fito Páez
- Calle ilusión — Álex Ubago

#### Melhor Álbum Pop Duo ou Grupo Vocal
- Orquesta Reciclando — Jarabe De Palo
- A las cinco en el Astoria — La Oreja de Van Gogh
- Sin frenos — La Quinta Estación
- Será — Presuntos Implicados
- Un Día Más — Reik

### Urbano

#### Melhor Álbum Urbano
- Los de Atrás Vienen Conmigo — Calle 13
- Talento de Barrio — Daddy Yankee
- iDon — Don Omar
- El Patrón — Tito El Bambino
- La revolución — Wisin y Yandel

#### Melhor Canção Urbana
- "Abusadora" — Wisin y Yandel
  - Marcos Masis "Tainy" y Wisin y Yandel, compositores
- "Desabafo" — Marcelo D2
  - Marcelo D2 y Nave, songwriters
- "Llamado de emergencia" — Daddy Yankee
  - Daddy Yankee, compositor
- "Mujeres In The Club" — Wisin y Yandel con 50 Cent
  - 50 Cent, Ernesto F. Padilla "Nesty La Mente Maestra" y Wisin y Yandel, compositores
- "Sexy Robótica" — Don Omar
  - Don Omar, compositor

### Rock

#### Melhor Álbum Vocal Solo de Rock
- Hellville de Luxe — Bunbury
- Miedo Escénico — Beto Cuevas
- Solo o en compañía de otros — Miguel Ríos
- Teatro — Draco Rosa
- Un Mañana — Spinetta

#### Melhor Duo Vocal de Rock ou Álbum de Grupo
- Una Hora a Tokyo — Airbag
- Alex Lora de El Three a El Tri Rolas del Alma, Mi Mente y Mi Aferración — El Tri
- 45 — Jaguares
- El Reino Olvidado — Rata Blanca
- Hogar — Volován

#### Melhor Canção de Rock
- "El Reino Olvidado" — Rata Blanca
  - Walter Giardino, compositor
- "Entre Tus Jardines" — Jaguares
  - Saúl Hernández, compositor
- "Hay Muy Poca Gente" — Bunbury
  - Bunbury, compositor
- "Qué Me Vas a Decir" — La Portuaria
  - José Luis Belmonte, Diego Frenkel y Sebastián Schachte, compositores
- "Una Hora a Tokyo" — Airbag
  - Airbag, compositores

### Alternativa

#### Melhor Álbum Alternativo
- Mucho + — Babasónicos
- Barracuda — Kinky
- Commercial — Los Amigos Invisibles
- Coba Coba — Novalima
- Reptilectric — Zoé

#### Melhor Canção Alternativa
- "Bestia" — Hello Seahorse!
  - Hello Seahorse!, compositores
- "Más Fuerte" — CuCu Diamantes
  - Cucu Diamantes, Andrés Levin, Beatriz Luengo y Yotuel Romero, compositores
- "Millones" — Camila Moreno
  - Camila Moreno, compositora
- "Moving" — Macaco
  - Macaco, compositores
- "Nada" — Juan Son
  - Álex Pérez y Juan Son, compositores
- "No hay nadie como tú" — Calle 13 con Café Tacuba
  - Rubén Albarrán Ortega, Eduardo Cabral, Emmanuel Del Real Diaz, René Pérez, Enrique Rangel Arroyo y José Alfredo Rangel Arroyo, compositores

#### Melhor Álbum de Salsa
- Tranquilamente... Tranquilo — Óscar D'León
- Así Soy — Issac Delgado
- Ciclos — Luis Enrique
- Guasábara — José Lugo Orchestra
- Contraste En Salsa — Gilberto Santa Rosa

#### Melhor álbum de Cumbia/Vallenato
- El Original: La Revolución — Silvestre Dangond y Juancho De La Espriella
- Celebremos Juntos — Diomedes Díaz
- Ombe Y Como No!! — Kvrass
- El Caballero "Del Vallenato" — Peter Manjarrés y Sergio Luis Rodríguez
- El Vallenato Mayor — Iván Villazón y José María "Chema" Ramos

#### Melhor Álbum Tropical Contemporâneo
- Superstición — Coronel
- Paso Firme — Eddy Herrera
- Gracias — Omara Portuondo
- Radio Rompecorazones — Daniel Santacruz
- Todo Pasa Por Algo — Sin Ánimo De Lucro

#### Melhor Álbum Tropical Tradicional
- Siempre A Punto — Orquesta América
- Te Canto Un Bolero — María Dolores Pradera y Los Sabandeños
- Una Navidad Con Gilberto — Gilberto Santa Rosa
- La Bodega — Totó la Momposina
- It's About Time — Orestes Vilató

#### Melhor Canção Tropical
- "¿A Donde Va El Amor?" — Daniel Santacruz
  - Daniel Santacruz, compositor
- "El Amor" — Tito "El Bambino"
  - Joan M. Ortiz y Tito "El Bambino", compositores
- "Esa Muchachita" — Mauricio & Palo de Água
  - Juan De Luque Díaz Granados y Juan Vicente Zambrano, compositores
- "No Vale La Pena" — Issac Delgado
  - Alberto Gaitán y Ricardo Gaitán Gaitanes, compositores
- "Yo No Sé Mañana" — Luis Enrique
  - Jorge Luis Piloto y Jorge Villamizar, compositores

### Cantor e compositor

#### Melhor Álbum de Compositor
- Quinto Piso — Ricardo Arjona
- Simplemente la verdad — Franco De Vita
- A Las Buenas y A Las Malas — Rosana
- Zii e Zie — Caetano Veloso
- Estudando A Bossa - Nordeste Plaza — Tom Zé

### Regional - Mexicano

#### Melhor Álbum Ranchero
- Corazón Ranchero — Shaila Dúrcal
- Con México En El Corazón — José Feliciano
- Primera fila: Vicente Fernández — Vicente Fernández
- Compañeras — Mariachi Reyna De Los Angeles
- Mexicano Hasta Las Pampas — Diego Verdaguer

#### Melhor Álbum de Banda
- Tu Inspiración — Alacranes Musical
- Vientos De Cambio — Cuisillos
- Una Copa Mas — Dareyes De La Sierra
- Solamente El Gallo De Oro — Valentín Elizalde
- Compréndeme — Germán Montero

#### Melhor Álbum de Grupo
- Pipe Bueno — Pipe Bueno
- 15x22 — Caballo Dorado
- Eternamente Románticos — La Mafia
- Cada Vez Más Fuerte — Liberación
- No Molestar — Marco Antonio Solís

#### Melhor álbum texano
- Recordando Josefa — Avizo
- The Legend Continues...La Continuation — Jimmy González y Grupo Mazz
- Generations — Grupo Vida
- Conjuntazzo — Joel Guzmán y Sarah Fox
- Freedom Tour 2008 — Jaime y Los Chamacos
- All The Way Live! — Jay Pérez

#### Melhor Álbum Norteño
- Se Renta Un Corazón — Cardenales De Nuevo León
- Siempre — Costumbre
- Sólo Contigo — Pesado
- Mi Complemento — Los Huracanes Del Norte
- Amor Aventurero — Los Invasores De Nuevo León
- Pese A Quien Le Pese — Los Rieleros Del Norte

#### Melhor Canção Regional Mexicana
- "Almas Gemelas" — El Trono De México
  - Santa Benith y Ediregia, compositores
- "Espero" — Grupo Montez De Durango
  - Espinoza Paz, compositor
- "No Molestar" — Marco Antonio Solís
  - Marco Antonio Solis, compositor
- "Se Fue Mi Amor" — Los Tucanes De Tijuana
  - Mario Quintero Lara, compositor
- "Voy A Conquistarte" — Diego Verdaguer
  - Joan Sebastian, compositor

### Instrumental

#### Melhor Álbum Instrumental
- Duets — Carlos Franzetti y Eddie Gómez
- Live At Caramoor — Jovino Santos Neto y Weber Lago
- Lua Cheia Mauro Senise Toca Dolores Duran E Sueli Costa — Mauro Senise
- Across The Divide — Omar Sosa
- Moving Forward — Bernie Williams

### Tradicional

#### Melhor Álbum Folclórico
- Kimba Fá — Eva Ayllón
- D' Palo Pa' Rumba — Muñequitos De Matanzas
- Ya No Le Camino Mas — Walter Silva
- Folklore — Soledad
- Cantora 1 — Mercedes Sosa

#### Melhor Álbum de Tango
- Yo Seré El Amor — Cacho Castaña
- Mi Fueye Querido — Leopoldo Federico
- Maldito Tango — Melingo
- Solo Piazzolla — María Estela Monti
- En Vivo — Narcotango
- TangoNuevo 2.1 De Jaime Wilensky — Vários Artistas

#### Melhor Álbum de Flamenco
- Paseo De Gracia — Vicente Amigo
- Raíces Y Alas — Carmen Linares
- Flamenco — Enrique Morente
- Esperando Verte — Niña Pastori
- Coplas Del Querer — Miguel Poveda

### Jazz

#### Melhor Álbum de Jazz
- Forests — Brazilian Trio
- Kenya Revisited Live!!! — Bobby Sanabria conduciendo la Manhattan School Of Music Afro-Cuban Jazz Orchestra
- Sepulveda Boulevard — Charlie Sepulveda y The Turnaround
- Nouveau Latino — Néstor Torres
- Juntos Para Siempre — Bebo Valdés y Chucho Valdés

### Cristão

#### Melhor álbum cristão (em espanhol)
- Esperando Tu Voz — Paulina Aguirre
- Alabanza y Adoración: Del Corazón — Lucía Parker
- Poquito A Poco — Promissa
- Mi Trayectoria — David Velásquez
- Tuyo Soy — Alan Villatoro

#### Melhor Álbum Cristão (Em Português)
- Compromisso — Regis Danese
- Eu Não Vou Parar — Marina De Oliveira
- Eu Tenho A Promessa — Jozyanne
- Depois Da Guerra — Oficina G3
- Fé — André Valadão

### Brasileiro

#### Melhor Álbum Pop Brasileiro Contemporâneo
- La Plata — Jota Quest
- Multishow Ao Vivo — Rita Lee
- Em Londres — Roupa Nova
- Pode Entrar — Ivete Sangalo
- Estandarte — Skank

#### Melhor Álbum de Rock Brasileiro
- Cinema — Cachorro Grande
- Rock 'N' Roll — Erasmo Carlos
- Agora — NX Zero
- Zé Ramalho canta Bob Dylan - Tá tudo mudando — Zé Ramalho
- Sacos Plásticos — Titãs

#### Melhor Álbum de Samba/Pagode
- MTV Ao Vivo — Arlindo Cruz
- O Pequeno Burguês!! — Martinho da Vila
- Ao Vivo Na Ilha Da Magia — Exaltasamba
- Romântico Ao Vivo — Harmonia Do Samba
- Ao Vivo Em Zoodstock — Inimigos Da Hp
- Uma Prova De Amor — Zeca Pagodinho

#### Melhor Álbum de Música Popular Brasileira
- O Coração Do Homem_Bomba Volume 1 — Zeca Baleiro
- Pelo Sabor Do Gesto — Zélia Duncan
- Regência: Vince Mendoza — Ivan Lins y The Metropole Orchestra
- Trem Da Minha Vida-Ao Vivo — Jorge Vercillo
- Nova Estação — Wanderléa

#### Melhor Álbum Sertaneja
- Curtição — João Bosco & Vinícius
- De Volta Aos Bares — Bruno & Marrone
- Despedida — Edson & Hudson
- Voz Do Coração (Ao Vivo) — César Menotti & Fabiano
- Coração Estradeiro — Sérgio Reis
- Borboletas — Victor & Leo

#### Melhor Álbum de Música Nativa Brasileira
- As Músicas do Filme O Menino da Porteira — Daniel
- Alma Caipira — Mazinho Quevedo
- 40 Anos - Sempre Gaúchos! — Os Serranos
- A Festa — Tchê Guri
- Micareta 2 Sertaneja — Tradição

#### Melhor Álbum Tropical Brasileiro
- Amor Sem Fim — Banda Calypso
- Sorria Você Está Sendo Filmado — Cajú & Castanha
- Minha Praia — Netinho
- Orquestra Contemporânea De Olinda — Orquestra Contemporânea De Olinda
- Balaio De Amor — Elba Ramalho

#### Melhor Canção Brasileira (Língua Portuguesa)
- "A Cor Amarela" — Caetano Veloso
  - Caetano Veloso, compositor
- "Agora Eu Já Sei" — Ivete Sangalo
  - Gigi y Ivete Sangalo, compositores
- "Ainda Não Passou" — Nando Reis
  - Nando Reis, compositor
- "Martelo Bigorna" — Lenine
  - Lenine, compositor
- "Não É Proibido" — Marisa Monte
  - Dadi, Seu Jorge y Marisa Monte, compositores

### Infantil

#### Melhor Álbum Infantil
- Grandes Pequeninos — Jair Oliveira e Tania Khalill
- El Patio De Tu Casa — Rita Rosa
- Pombo Musical — Vários Artistas
- A Casa Amarela — Veveta e Saulinho
- Vitor e Vitória — Vitor e Vitória

### Clássico

#### Melhor Álbum Clássico
- Bach: Suítes para Violoncelo – Andrés Díaz
  - Alan Bise, produtor
- Cavaleiro Neukomm Criador Da Música De Câmara No Brasil — Ricardo Kanji e Rosana Lanzelotte
  - Anna Carolina Gomes, produtora
- Concerto de Aniversário - Ricardo Morales e The Pacifica Quartett
  - Luis Enrique Julia, produtor
- Villa-Lobos: Música para Piano; Guia Prático, Álbuns 10 e 11; Suíte infantil nº 1 e 2 - Sonia Rubinsky
  - Nikolaos Samaltanos, produtor

#### Melhor Composição Clássica Contemporânea
- "Quatro Assimetrias para o Quarteto de Guitarras Astúrias Entre Quatret" - Orlando Jacinto García
  - Orlando Jacinto Garcia, compositor
- "Danças Nativas" - Aquarelle Guitar Quartet
  - Clarice Assad, compositora
- "Danças Incas" - Manuel Barrueco e Quarteto Latino-Americano
  - Gabriela Lena Frank, compositora
- "Variações sobre uma lembrança" - Roberto Sierra
  - Roberto Serra, compositor
- "Vozes da vizinhança" - Kathleen Jones
  - Alfonso Fuentes, compositor

### Design de embalagem

#### Melhor Design de Embalagem
- Andrés: Obras Incompletas — Andrés Calamaro
  - Rubén Scaramuzzino, director de arte
- Aocaná — Ojos De Brujo
  - 7Potencias.Net, director de arte
- Bosegrafía — Miguel Bosé
  - Juan Gatti, adirector de arte
- Cantora 1 — Mercedes Sosa
  - Alejandro Ros, adirector de arte
- Dramas Y Caballeros — Luis Ramiro
  - Jesús Sarabia, director de arte

### Produção

#### Melhor Engenharia de Gravação para um Álbum
- Despertar — India Martínez
  - Bori Alarcón, Alfonso Espadero y Javier García, ingenieros; Bori Alarcón, ingeniero de masterización
- Dois Mundos — Scott Feiner y Pandeiro Jazz
  - Gabriel Pinheiro, ingeniero; Ricardo Dias, ingeniero de masterización
- Labiata — Lenine
  - Denílson Campos, Rodrigo Delacroix y Jr Tostoi, ingenieros; Ricardo García, ingeniero de masterización
- Orquesta Reciclando — Jarabe de Palo
  - Dani Espinet, Micky Forteza Rey, José Luis Molero y Jordi Solé, ingenieros; Tom Backer, ingeniero de masterización
- Telecoteco — Paula Morelenbaum
  - Renato Alsher, Fernando Aponte, Julio Berta, Marcos Cunha, Zé Guilherme, Caco Law, Alex Moreira y LC Varella, ingenieros; Carlos Freitas, ingeniero de masterización

#### Produtor do Ano
- Áureo Baqueiro 
  - "El Cínico" — Beto Cuevas
  - Elemental — Yahir
  - "Eres Agua" — Aleks Syntek
  - "Háblame" — Beto Cuevas
  - Miedo Escénico — Beto Cuevas
  - Nada Es Normal — Víctor y Leo
  - "Un Minuto De Silencio" — Beto Cuevas
  - "Volverte A Ver" — Chenoa
  - "Vuelvo" — Beto Cuevas
- Sergio George 
  - Ciclos — Luis Enrique
- J. Jiménez "Chaboli"
  - Esperando Verte — Niña Pastori
- Cachorro López
  - "Amanecí Sin Ti" — Paulina Rubio
  - Calle Ilusión — Álex Ubago
  - "Causa Y Efecto" — Paulina Rubio
  - "Chicas" — Miranda!
  - "Corazón" — Paulina Rubio
  - "El Gran Desfile" — Los Pericos
  - "Groovy Vampire" — Los Pericos
  - Inercia — Manuel Carrasco
  - "La Vieja Llama" — Los Pericos
  - "Mentiras" — Los Amigos Invisibles
  - "Mi Propia Vida" — Miranda!
  - "Ni Rosas Ni Juguetes" — Paulina Rubio
  - Un Día Más — Reik
  - "Ya Fue" — Paulina Rubio
- José Lugo
  - Así Soy — Issac Delgado
  - Guasábara — José Lugo Orchestra

### Vídeo musical

#### Melhor videoclipe curto
- "Cómo duele" — Ricardo Arjona
  - Ricardo Calderón, director; Ricardo Calderón, productor
- "Las Demás" — Babasónicos
  - Luigi Ghidotti, director; Peluca Films, productor
- "Me Fui" — Bebe
  - Juan Pablo Eniz y Javier Gesto, directores; Struendo, productor
- "La Perla" — Calle 13 con Rubén Blades
  - Gabriel Coss y Israel Lugo, directores; Rojo Chiringa, productor
- "Nada" — Zoé
  - Rogelio Sikander, director; The Maestros, productor

#### Melhor videoclipe longo
- E A Música De Tom Jobim — Roberto Carlos y Caetano Veloso
  - Monique Gardenberg y Felipe Hirsch, directores; Guto Graça Mello, productor
- Gian Marco En Vivo Desde El Lunario — Gian Marco
  - Ximena Cantuarias y Rafael Uriostegui, directores; Gian Marco Zignago, productor
- Teatro — Draco Rosa
  - J. García, director; Draco Rosa, productor
- Pode Entrar — Ivete Sangalo
  - Joana Mazzucchelli, director; Joana Mazzucchelli, productor
- Free Tempo: Victory — Tempo
  - Carlos R. Pérez, director; Bruce Henderson y Alejandro Navia, productores